# HP 200LX

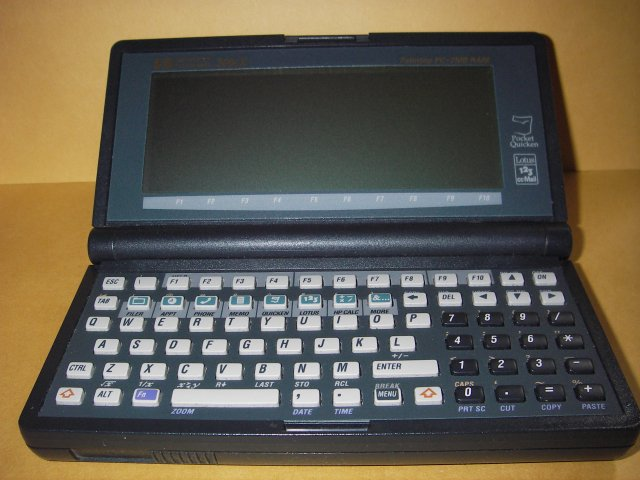
HP 200LX v otevřeném stavu

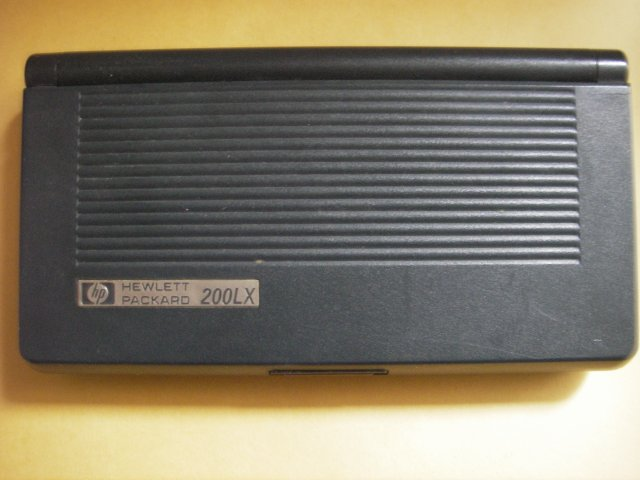
HP 200LX v zavřeném stavu

HP 200LX byl IBM PC kompatibilní kapesní počítač (palmtop) uvedený na trh v roce 1994 společností Hewlett-Packard, přičemž šlo o vylepšenou verzi předchozího modelu HP 100LX. Dodnes je používaný mnoha nadšenci a stále pro něj vznikají doplňky třetích stran.

## Popis
Počítač je umístěn v pouzdru o velikosti 25 % klasického notebooku. Disponuje QWERTY klávesnicí včetně numerické části, nepodsvíceným černobílým CGA displejem (rozlišení 640*200 pixelů se 4 odstíny šedi), sériovým portem kompatibilní s RS232, nicméně s nestandardním rozložením pinů, infračerveným portem a PCMCIA slotem. Přístroj je napájen dvěma AA bateriemi, výdrž se pohybuje i přes 30 hodin.
Počítač používá procesor Intel 80186 o frekvenci 7.91 MHz, kterému sekunduje 2-4 MB paměti, přičemž 640 KB slouží jako RAM a zbytek buď jako rozšířená paměť EMS, nebo pro ukládání dat.
Jako systém je použit MS-DOS 5.0, který je uložen v paměti ROM společně s dalším softwarem, například tabulkový kalkulátor Lotus 1-2-3, telefonní seznam, kalendář, Lotus cc Mail či vědecký kalkulátor. S externí CompactFlash kartou a myší lze provozovat i Windows 3.0.